# Loriinae
Loriinae este o subfamilie de păsări psittaciforme, una dintre cele șase subfamilii care alcătuiesc familia Psittaculidae. Sunt păsări mici, de cele mai multe ori viu colorate, care trăiesc în Oceania și în insulele din Asia de Sud-Est.

## Genuri

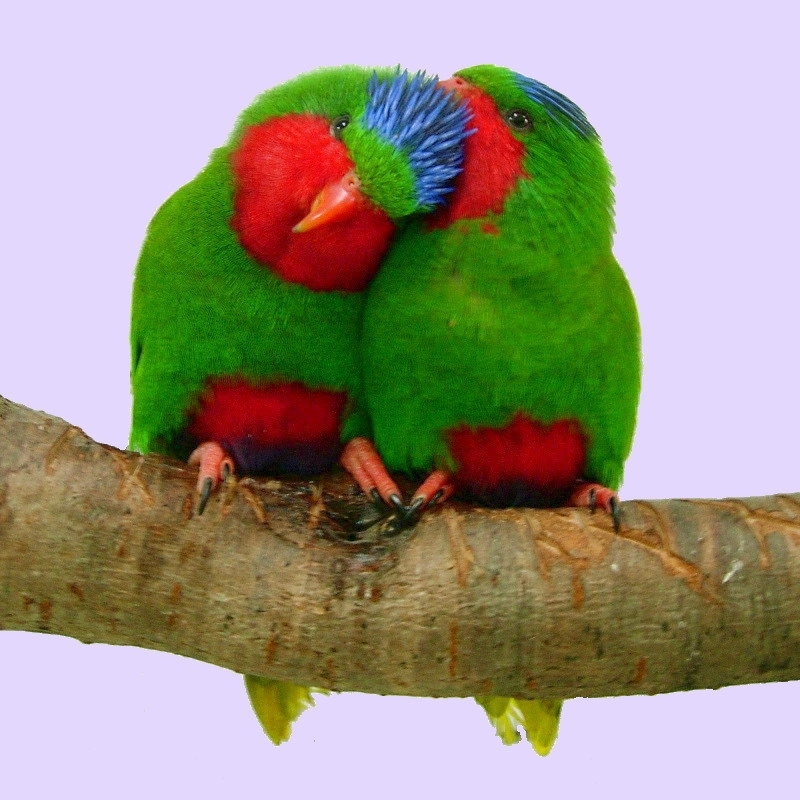
Vini australis

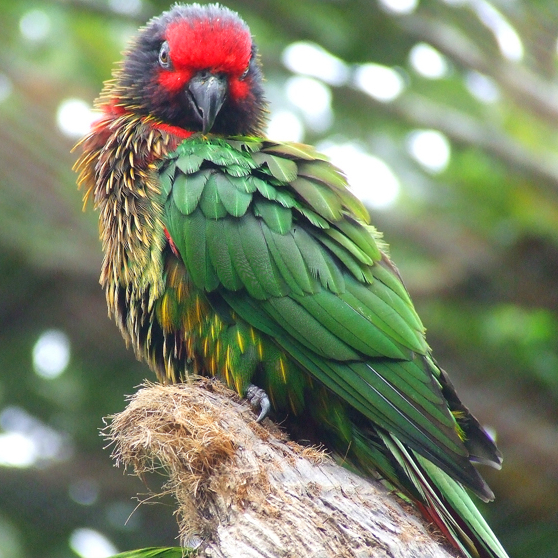
Chalcopsitta scintillata

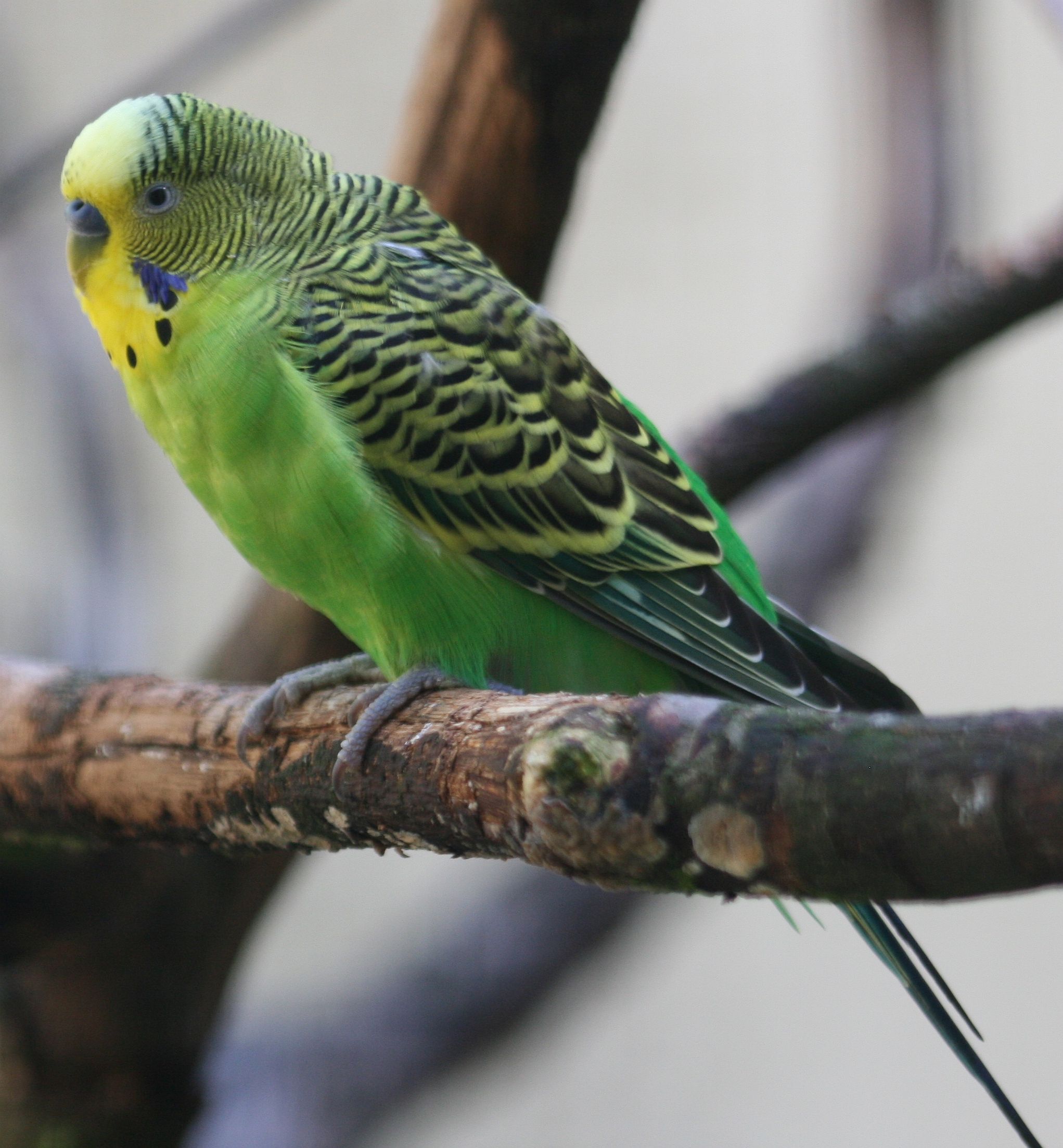
Peruș (Melopsittacus undulatus)

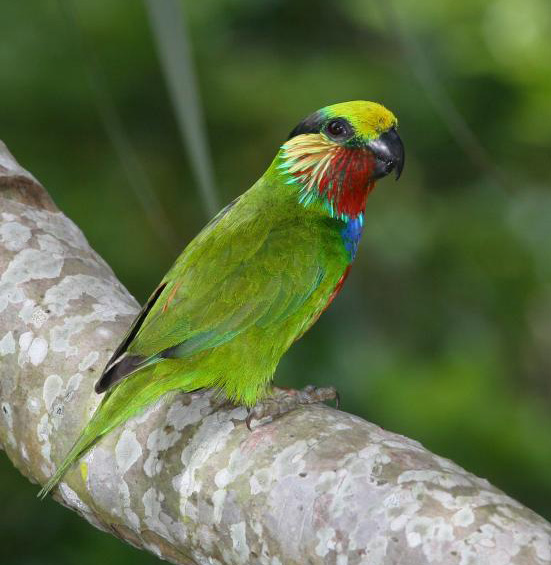
Psittaculirostris edwardsii

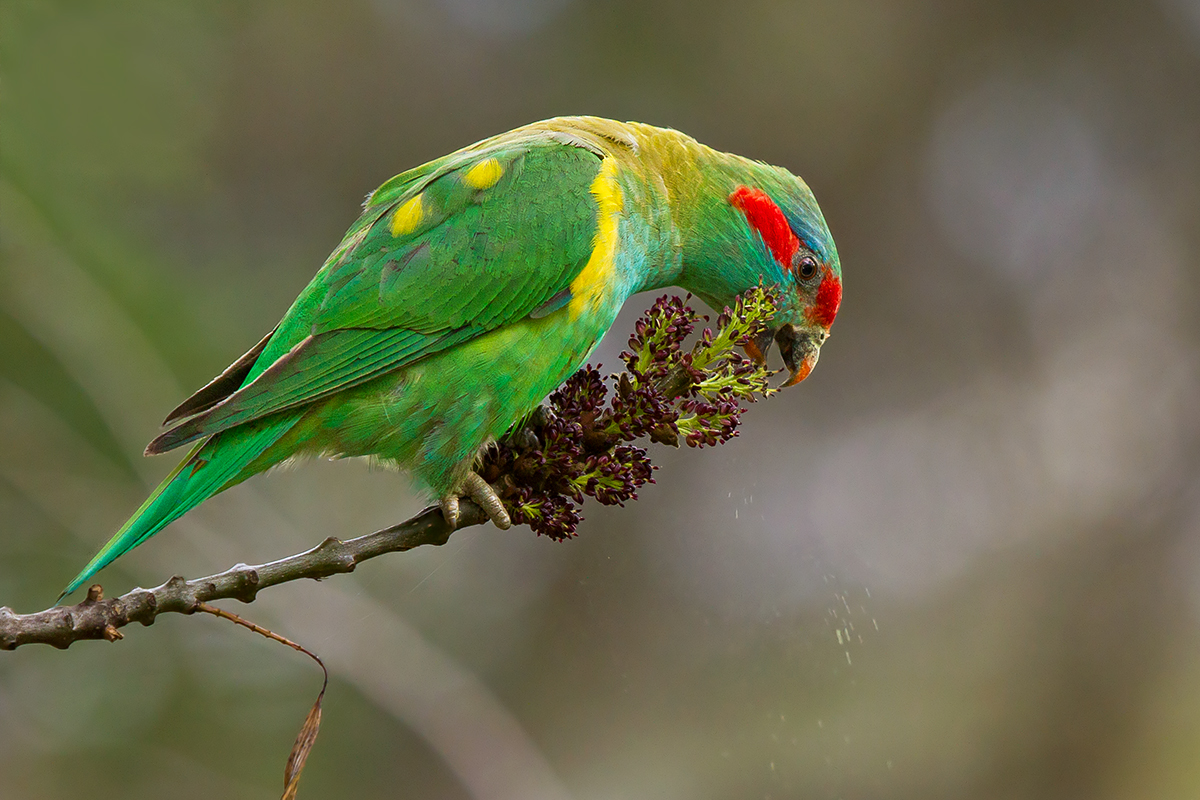
Glossopsitta concinna

Subfamilia include următoarele genuri și triburi.
Tribul Loriini:
- Genul Oreopsittacus
  - Oreopsittacus arfaki
- Genul Charminetta
  - Charminetta wilhelminae
- Genul Hypocharmosyna
  - Hypocharmosyna rubronotata
  - Hypocharmosyna placentis
- Genul Charmosynopsis
  - Charmosynopsis toxopei
  - Charmosynopsis pulchella
- Genul Synorhacma
  - Synorhacma multistriata
- Genul Charmosyna
  - Charmosyna josefinae
  - Charmosyna papou
  - Charmosyna stellae
- Genul Charmosynoides
  - Charmosynoides margarethae
- Genul Vini
  - Vini meeki
  - Vini rubrigularis
  - Vini palmarum
  - Vini amabilis
  - Vini diadema
  - Vini solitaria
  - Vini australis
  - Vini ultramarina
  - Vini stepheni
  - Vini kuhlii
  - Vini peruviana
- Genul Neopsittacus
  - Neopsittacus musschenbroekii
  - Neopsittacus pullicauda
- Genul Lorius
  - Lorius albidinucha
  - Lorius chlorocercus
  - Lorius domicella
  - Lorius garrulus
  - Lorius hypoinochrous
  - Lorius lory
- Genul Psitteuteles
  - Psitteuteles versicolor
- Genul Parvipsitta
  - Parvipsitta porphyrocephala
  - Parvipsitta pusilla
- Genul Pseudeos
  - Pseudeos fuscata
  - Pseudeos cardinalis
- Genul Chalcopsitta
  - Chalcopsitta duivenbodei
  - Chalcopsitta atra
  - Chalcopsitta scintillata
- Genul Glossoptilus
  - Glossoptilus goldiei
- Genul Glossopsitta
  - Glossopsitta concinna
- Genul Saudareos
  - Saudareos johnstoniae
  - Saudareos iris
  - Saudareos flavoviridis
  - Saudareos meyeri
  - Saudareos ornata
- Genul Eos
  - Eos reticulata
  - Eos semilarvata
  - Eos bornea
  - Eos cyanogenia
  - Eos histrio
  - Eos squamata
- Genul Trichoglossus
  - Trichoglossus rubiginosus
  - Trichoglossus chlorolepidotus
  - Trichoglossus haematodus
  - Trichoglossus rosenbergii
  - Trichoglossus moluccanus
  - Trichoglossus rubritorquis
  - Trichoglossus euteles
  - Trichoglossus capistratus
  - Trichoglossus weberi
  - Trichoglossus forsteni

Tribul Melopsittacini:
- Genul Melopsittacus
  - Melopsittacus undulatus – peruș

Tribul Cyclopsittini:
- Genul Cyclopsitta
  - Cyclopsitta gulielmitertii
  - Cyclopsitta nigrifrons
  - Cyclopsitta melanogenia
  - Cyclopsitta diophthalma
- Genul Psittaculirostris
  - Psittaculirostris desmarestii
  - Psittaculirostris edwardsii
  - Psittaculirostris salvadorii